# Agostino Barbarigo (sommergibile 1918)
L’Agostino Barbarigo è stato un sommergibile della Regia Marina.

## Storia
In servizio nel settembre 1918, al comando del capitano di corvetta Carlo De Donato, non ebbe modo di prendere parte al primo conflitto mondiale, che volgeva ormai al termine.
A guerra finita fu assegnato alla «Flottiglia Sommergibili di grosso tonnellaggio» e dislocato a La Spezia.
Durante la crisi di Corfù, quando la flotta italiana occupò quell’isola con uno sbarco, il Barbarigo – insieme al gemello Provana – fu tenuto (emerso) di retroguardia durante lo sbarco, venendo poi dislocato in agguato su una delle due rotte che conducevano a Corfù (all'altra fu destinato il Provana): i due sommergibili sarebbero serviti a proteggere la squadra navale italiana da un eventuale contrattacco da parte di navi greche.
Prese parte alle grandi esercitazioni del 1924 e del 1925; comandante dell'unità, in quel periodo, era il capitano di corvetta Raffaele De Courten.
Ormai superato, il 18 dicembre 1925 fu assegnato all'Accademia Navale di Livorno come unità addestrativa.
Il 18 marzo 1928 (comandante dell'unità era il capitano di corvetta Edoardo Somigli, futuro ammiraglio di squadra nella Marina Militare e comandante del Centro alti studi per la difesa dal 1º settembre 1949 al 31 agosto 1956) fu assegnato alla I Flottiglia Sommergibili.
Radiato il 1º maggio 1928, fu avviato alla demolizione.